# Sycotetra
Sycotetra is een geslacht van vliesvleugeligen uit de familie Eurytomidae. De wetenschappelijke naam van dit geslacht is voor het eerst geldig gepubliceerd in 1981 door Boucek.

## Soorten
Het geslacht Sycotetra is monotypisch en omvat slechts de volgende soort:
- Sycotetra serricornis Boucek, 1981